# Massacro di piazza Rabi'a al-'Adawiyya
Il massacro di piazza Rabi'a (al-'Adawiyya) (in arabo مجزرة رابعة‎?, Maǧazarat Rābiʿa), o sommariamente Massacro di Rabaa, è stata una strage perpetrata dal governo militare egiziano — giunto al potere il 3 luglio 2013 dopo un colpo di Stato guidato dal generale ʿAbdel Fattāḥ al-Sīsī — contro i manifestanti assiepati nella piazza intitolata a Rābiʿa al-ʿAdawiyya al Cairo nell'agosto 2013. Il numero dei caduti varia da 700 a 2.000 a seconda delle fonti, e il numero dei feriti fu di circa 4.000.
A partire dal 3 luglio 2013, migliaia di sostenitori della Fratellanza Musulmana hanno occupato le piazze Rābiʿa al-ʿAdawiyya al Cairo e al-Nadha a Giza per protestare contro l'estromissione del presidente della Repubblica Moḥamed Morsī dopo il colpo di Stato di al-Sīsī.
Nelle sei settimane in cui hanno avuto il controllo della piazza sono stati allestiti numerosi accampamenti e sit-in, trasformando la piazza nell'epicentro della campagna pro Morsī e contro il colpo di stato militare; secondo Human Rights Watch, la stragrande maggioranza dei partecipanti era disarmata e pacifica. Dalle prove raccolte inoltre emergerebbe come l'esercito e la polizia avrebbero sparato per uccidere. Dopo l'ennesimo rifiuto di resa da parte degli occupanti, il governo ha deciso di evacuare la piazza: il mattino del 14 agosto le forze di polizia egiziane in tenuta antisommossa hanno bloccato tutti gli ingressi di Rābiʿa al-ʿAdawiyya e scatenato un durissimo assedio alla piazza iniziando lo sgombero forzato dei sit-in, durato circa 24 ore, nel corso del quale la polizia ha utilizzato gas lacrimogeni, proiettili di gomma e munizioni per disperdere i manifestanti, sostenuta da ruspe per cancellare barricate e coperti da veicoli blindati e cecchini sui tetti. L'atto finale è stata la distruzione della moschea colma di centinaia di manifestanti, che è stata data alle fiamme.
Tale avvenimento è stato ampiamente trattato e condannato dai maggiori mezzi d'informazione internazionali, mentre sembra che i mass media egiziani sostengano una versione del massacro di Rābiʿa al-ʿAdawiyya coerente con la linea ufficiale del governo. I segni di incendi e devastazioni sono stati cancellati a tempo di record e la televisione pubblica non ha fatto menzione della strage, dato il controllo delle autorità egiziane sui maggiori mezzi d'informazione.
La repressione è stata descritta da Human Rights Watch come